# Asociación Mundial de Energía Eólica
La Asociación Mundial de Energía Eólica (WWEA) es una asociación internacional sin fines de lucro que representa y une el sector de la energía eólica en todo el mundo, con miembros en 100 países, entre ellos las asociaciones nacionales y regionales de energía eólica y otros miembros como fabricantes, proveedores, desarrolladores de parques eólicos, organizaciones no gubernamentales, organismos públicos, científicos e institutos de investigación, así como individuos. La organización trabaja para la promoción y el despliegue a nivel mundial de la tecnología de la energía eólica como una piedra angular de un futuro sistema energético totalmente basados en energías renovables.

## Historia
La Asociación Mundial de Energía Eólica (WWEA) fue fundada en 2001 como una organización internacional para la promoción mundial de la energía eólica y representa un amplio espectro del sector eólico.

## Membresía
Existen distintos tipos de membresía:
- Miembros Ordinarios: asociaciones de energía eólica
- Miembros Científicos: instituciones científicas y de investigación
- Miembros Corporativos: empresas y organismos públicos
- Miembros Individuales

La WWEA cuenta con 500 miembros en 100 países y en todos los continentes (para finales de junio de 2011).

## Estructura de la Organización
Es gobernada por una junta compuesta por el presidente Dr. He Dexin, China, vicepresidentes de los cinco continentes así como el tesorero.

## Sede de la Organización
La oficina principal de la asociación está situada en Bonn, cerca del campus de las Naciones Unidas, y es dirigida por el Secretario General Stefan Gsaenger.

## Debate sobre Políticas Internacionales
La asociación es la voz de apoyo a la energía eólica y demás energías renevables en conferencias sobre energía y en los medios alrededor del mundo. Las declaraciones de la asociación como también las resoluciones de la WWEC han sido tomadas en discusiones a nivel internacional y sirven de guía para los responsables políticos. También, la asociación participó en la Conferencia Internacional sobre Energías Renovables en Bonn (2004), Alemania y en la Conferencia Internacional sobre Energías Renovables en Pekín (BIREC) en el año 2005.
En el año 2007, se le ha concedido el Estatuto Especial Consultivo en las Naciones Unidas, se le ha acreditado en la UNFCCC y coopera con organizaciones como el PNUMA, la UNESCO, UNDESA, la IEA y el Banco Mundial. Desde 2003, ha apoyado la iniciativa de crear una Agencia Internacional de Energías Renovables (IRENA) la cual fue fundada en Bonn el 26 de enero de 2009.
Es miembro fundador de la Alianza Internacional de Energías Renovables (IREA), compuesta por la Asociación Internacional de Energía Hidroeléctrica (IHA), la Sociedad Internacional de Energía Solar (ISES), la Asociación Internacional de Energía Geotérmica (IGA) y desde junio de 2009, la Asociación Mundial de Bioenergía (WBA). También coopera con otras organizaciones internacionales en favor de las energías renovables, por ejemplo, está representada en el Comité Directivo de REN21 y es miembro del Consejo Mundial de Energías Renovables (WCRE).

## Conferencia Mundial de Energía Eólica (WWEC)
La asociación organiza la Conferencia Mundial sobre Energía Eólica en un continente diferente cada año. Estas conferencias se han celebrado en Berlín (Alemania) en 2002, Ciudad del Cabo (Sudáfrica) en 2003, Pekín (China) en 2004. A la tercera WWEC en Pekín asistieron más de 2000 participantes convirtiéndose así en el mayor evento de energía eólica celebrado fuera de la UE y los EE. UU. La cuarta WWEC tuvo lugar en Melbourne (Australia). La quinta WWEC en Nueva Delhi, India, 6-8 de noviembre de 2006 había más de 900 participantes. La sexta WWEC tuvo lugar en Mar del Plata, Argentina en octubre de 2007, organizada conjuntamente con la Asociación Argentina de Energía Eólica (AAEE).
La 7.ª conferencia tuvo como tema principal "Community Power"  y tuvo lugar en Kingston, Ontario, Canadá, en junio de 2008. Fue organizada en conjunto con la Ontario Sustainable Energy Association OSEA y el St Lawrence College, Kingston (SLC).
La WWEC2009 fue organizada junto con la Korean Wind Energy Association en la isla de Jeju, Corea del Sur, entre el 23 y 25 de junio de 2009.
La WWEC2010 tuvo lugar en Estambul, Turquía, entre el 15 y 17 de junio de 2010 y bajo el tema "Integración a gran escala de la energía eólica".
La WWEC2011 tuvo lugar en el Cairo, Egipto, entre el 31 de octubre y el 2 de noviembre de 2011 bajo el tema "Ecologización de la Energía: Convirtiendo desiertos en plantas de generación eléctrica".
La WWEC2012 tuvo lugar en Bonn, Alemania, entre el 3 y el 5 de julio de 2012 bajo el tema "Community Power - Citizens' Power".
La WWEC2013 tuvo lugar en La Habana, Cuba, entre el 3 y el 5 de junio de 2013 bajo el tema "Opening Doors for Caribbean Winds".
La WWEC2012 tendrá lugar en Shanghái, China entre el 7 y el 9 de julio de abril bajo el tema "Distributed Generation - Matching Supply and Demand".